# Jean Evrard Kouassi
Pour les articles homonymes, voir Kouassi.
Jean Evrard Kouassi est un footballeur ivoirien né le 25 septembre 1994 à N'Damien. Il évolue au poste d'ailier à Umm-Salal SC.

## Biographie

### Carrière en club

#### Hajduk Split (2013-2015)
En janvier 2013, il s'engage au Hajduk Split pour 3 ans.il fait partie des meilleurs joueurs du club

#### Shanghai SIPG (2015-2017)
En février 2015, il s'engage avec le Shanghai SIPG pour 2 ans. 

#### Wuhan Zall (2017-2021)
Le 18 janvier 2017, il s'engage au Wuhan Zall en deuxième division chinoise.

## Statistiques

### En club
| Saison                | Club                  | Championnat           | Championnat | Championnat | Championnat | Coupe(s) nationale(s) | Coupe(s) nationale(s) | Coupe(s) nationale(s) | Supercoupe | Supercoupe | Supercoupe | Compétition(s) continentale(s) | Compétition(s) continentale(s) | Compétition(s) continentale(s) | Compétition(s) continentale(s) | Total | Total | Total |
| Saison                | Club                  | Division              | M.          | B.          | P.d.        | M.                    | B.                    | P.d.                  | M.         | B.         | P.d.       | Comp.                          | M.                             | B.                             | P.d.                           | M.    | B.    | P.d.  |
| 2012-2013             | Hajduk Split          | 1. HNL                | 13          | 2           | 1           | -                     | -                     | -                     | -          | -          | -          | -                              | -                              | -                              | -                              | 13    | 2     | 1     |
| 2013-2014             | Hajduk Split          | 1. HNL                | 30          | 5           | 5           | 4                     | 2                     | 1                     | -          | -          | -          | C3                             | 2                              | 0                              | 0                              | 36    | 7     | 6     |
| 2014-2015             | Hajduk Split          | 1. HNL                | 16          | 6           | 4           | 2                     | 1                     | 0                     | -          | -          | -          | C3                             | 6                              | 1                              | 1                              | 24    | 8     | 5     |
| Sous-total            | Sous-total            | Sous-total            | 59          | 13          | 10          | 6                     | 3                     | 1                     | -          | -          | -          | -                              | 8                              | 1                              | 1                              | 73    | 17    | 12    |
| 2015                  | Shanghai SIPG         | Super League          | 18          | 4           | 3           | 1                     | 0                     | 0                     | -          | -          | -          | -                              | -                              | -                              | -                              | 19    | 4     | 3     |
| 2016                  | Shanghai SIPG         | Super League          | 27          | 8           | 3           | 2                     | 0                     | 0                     | -          | -          | -          | -                              | -                              | -                              | -                              | 29    | 8     | 3     |
| Sous-total            | Sous-total            | Sous-total            | 45          | 12          | 6           | 3                     | 0                     | 0                     | -          | -          | -          | -                              | -                              | -                              | -                              | 48    | 12    | 6     |
| 2017                  | Wuhan Zall            | Ligue Jia             | 23          | 7           | 9           | -                     | -                     | -                     | -          | -          | -          | -                              | -                              | -                              | -                              | 23    | 7     | 9     |
| 2018                  | Wuhan Zall            | Ligue Jia             | 26          | 15          | 5           | -                     | -                     | -                     | -          | -          | -          | -                              | -                              | -                              | -                              | 26    | 15    | 5     |
| 2019                  | Wuhan Zall            | Super League          | 23          | 12          | 5           | -                     | -                     | -                     | -          | -          | -          | -                              | -                              | -                              | -                              | 23    | 12    | 5     |
| Sous-total            | Sous-total            | Sous-total            | 72          | 34          | 19          | -                     | -                     | -                     | -          | -          | -          | -                              | -                              | -                              | -                              | 72    | 34    | 19    |
| Total sur la carrière | Total sur la carrière | Total sur la carrière | 176         | 59          | 35          | 9                     | 3                     | 1                     | -          | -          | -          | -                              | 8                              | 1                              | 1                              | 193   | 63    | 37    |

## Palmarès
- Vainqueur de la Coupe de Croatie en 2013 avec l'Hajduk Split

 Trabzonspor
- Championnat de Turquie
  - Champion en 2022